# Аршак II (цар Іберії)
Аршак II (груз. არშაკ) або Арсук (არსუკ) (помер 1 року до н. е.) — іберійський цар з династії Фарнавазідів.
Відповідно до ранньосередньовічних грузинських джерел він був нащадком Німрода й Фарнаваза. Став засновником нової на грузинському престолі династії — Аршакідів